# Gil-galad
Gil-galad é um personagem fictício no legendarium da Terra Média de J. R. R. Tolkien, sendo o último Grande Rei dos Noldor, uma das principais divisões dos Elfos. Ele é mencionado em O Senhor dos Anéis, onde o hobbit Sam Gamgee recita um fragmento de um poema sobre ele, e em O Silmarillion. Na Última Aliança de Elfos e Homens, Gil-galad e Elendil cercaram a fortaleza do Senhor do Escuro Sauron, Barad-dûr, e o enfrentaram em combate direto pelo Um Anel. Ambos, Gil-galad e Elendil, foram mortos, mas Sauron foi ferido. Isso permitiu que o filho de Elendil, Isildur, cortasse o Anel da mão de Sauron, derrotando-o, e tomasse o Anel para si.
Gil-galad aparece brevemente no início da trilogia cinematográfica de Peter Jackson, O Senhor dos Anéis, em vários jogos eletrônicos baseados na Terra Média e como personagem secundário na série de televisão Os Anéis do Poder.

## Aparições

### Prosa
Gil-galad era um Elfo de uma casa real de Beleriand; no entanto, os relatos sobre seu nascimento variam. Segundo O Silmarillion, ele nasceu na casa de Finwë como filho de Fingon, em algum momento da Primeira Era, e, ainda criança, foi enviado para a segurança com Círdan, o construtor de navios, nas Falas durante o Cerco de Angband. Alternativamente, segundo a última palavra de Tolkien sobre o assunto, ele era filho de Orodreth, que por sua vez se tornou filho de Angrod, filho de Finarfin. Christopher Tolkien rejeitou essas mudanças para O Silmarillion, uma decisão da qual mais tarde se arrependeu.
Ele se tornou o Grande Rei dos Noldor no exílio em Beleriand após a queda de Gondolin e a morte do rei anterior, Turgon. Após a Guerra da Ira e o fim da Primeira Era, Gil-galad fundou um reino na região costeira de Lindon, às margens de Belegaer, o Grande Mar. Em seu auge, seu reino se estendia para o leste até as Montanhas Nevoentas. O rei Tar-Aldarion de Númenor presenteou Gil-galad com sementes da árvore Mallorn; ele, por sua vez, deu algumas a Galadriel, que as cultivou na terra protegida de Lothlórien. Gil-galad não se casou nem teve filhos. Ele foi o primeiro dos Eldar a desconfiar de um estranho que se apresentava como Annatar, proibindo sua entrada em Lindon. Sua desconfiança era justificada, pois Annatar era, na verdade, Sauron. Por volta do ano 1600 da Segunda Era, Sauron forjou secretamente o Um Anel. Celebrimbor, criador dos Três Anéis, entregou dois deles, Narya e Vilya, a Gil-galad para proteção, assim que soube das intenções de Sauron. Gil-galad passou Narya para Círdan, o construtor de navios, que afirmou mantê-lo apenas em segredo, sem usá-lo. Gil-galad entregou Vilya e o controle de Eriador a Elrond. Uma guerra eclodiu entre os Elfos e Sauron; Gil-galad pediu ajuda aos Númenoreanos, e o rei Tar-Minastir trouxe uma grande força, permitindo que Gil-galad derrotasse o exército de Sauron.
Após a Queda de Númenor, houve paz na Terra Média. No final da Segunda Era, Sauron reapareceu com um novo exército e fez guerra contra o reino de Gondor, próximo à sua antiga morada, Mordor. Gil-galad formou a Última Aliança de Elfos e Homens com o Grande Rei dos Homens, Elendil. Os exércitos de Elfos e Homens entraram em Mordor e cercaram a fortaleza de Sauron, Barad-dûr. Ao fim do cerco, Sauron finalmente emergiu e lutou corpo a corpo contra Gil-galad e Elendil nas encostas do Monte da Perdição, perdendo o Um Anel, mas matando ambos. Um registro deixado por Isildur em Minas Tirith sugere que o próprio Sauron matou Gil-galad com o calor de suas mãos nuas. Relembrando o confronto no Conselho de Elrond [en] em Valfenda, Elrond disse que apenas ele e Círdan estiveram ao lado de Gil-galad nessa luta.

### Poesia
Em A Sociedade do Anel, a caminho de Topoclima, Aragorn menciona Gil-galad, levando o hobbit Sam Gamgee a recitar um fragmento de três estrofes do poema "Gil-galad era um rei élfico":
| “ | Gil-galad era um rei élfico. Sobre ele os harpistas cantam triste: O último cujo reino era justo e livre Entre as montanhas e o mar. Sua espada era longa, sua lança afiada. Seu elmo brilhante ao longe era visto. As inúmeras estrelas do campo celeste Refletiam-se em seu escudo prateado. Mas há muito ele partiu cavalgando, E onde mora, ninguém sabe dizer. Pois sua estrela caiu na escuridão; Em Mordor, onde as sombras estão. | ” |

Os companheiros de Sam ficam impressionados e pedem mais; Sam admite que isso é tudo o que aprendeu com Bilbo. Aragorn diz que o fragmento é uma tradução de "uma língua antiga" e sugere que os hobbits poderão ouvir o restante em Valfenda. O estudioso de Tolkien Tom Shippey [en] comenta que o poema completo não existe e que o fragmento de Sam parece ter sido composto enquanto Tolkien escrevia o capítulo. Ele observa que o poema tem a forma de uma balada, com cada estrofe sendo um quarteto em modo de elegia com rimas finais no padrão AABB/CCDD.

## Artefatos

### Aeglos, a lança
A lança de Gil-galad era chamada Aeglos ou Aiglos, que significa "ponta de neve" ou "espinho de neve", ou mais comumente "gelo" (aeg: afiado, pontiagudo; los: neve), pois os orcs reconheciam a lança por sua reputação de trazer uma morte fria. Elrond disse que, na batalha de Dagorlad, "nós tínhamos a supremacia: pois a Lança de Gil-galad e a Espada de Elendil, Aiglos e Narsil, ninguém podia resistir." A conexão entre Elfo e lança pode estar relacionada ao sobrenome inglês Elgar, que pode representar o inglês antigo aelf-gar, "lança élfica".

### Dispositivos heráldicos
Tolkien criou dois esboços de dispositivos heráldicos [en] para Gil-galad. Eles foram desenhados em um envelope enviado a ele em 1960, junto com um dispositivo contendo uma estrela ou Silmaril para Eärendil. Os estudiosos de Tolkien Wayne G. Hammond [en] e Christina Scull [en] observam que, correspondendo à descrição no poema, "As inúmeras estrelas do campo celeste / Refletiam-se em seu escudo prateado", os dispositivos em forma de losango contêm estrelas, com uma estrela alongada em cada canto. Margaret Purdy, em Mythlore [en], escreve que o escudo de Gil-galad, como toda heráldica élfica pessoal e não herdada, parece incorporar suas estrelas, embora o campo seja azul, não prateado.

### Árvore genealógica
| Míriel "bordadeira" | Míriel "bordadeira" | Míriel "bordadeira" | Míriel "bordadeira" | Míriel "bordadeira" | Míriel "bordadeira" |  |  |                               |                               |                               |                               |                               |                               |  |  |                                |                                | Finwë dos Noldor               | Finwë dos Noldor               | Finwë dos Noldor               | Finwë dos Noldor               | Finwë dos Noldor | Finwë dos Noldor |          |          |          |          |          |          |         |         |              |              |              |              |              |              |           |           |           |           |         |         |         |         |  |  |         |         |         |         |          |          |          |          |          |          |         |         |           |           |           |           |            |            |            |            |             |             |             |             |             |             | Indis dos Vanyar | Indis dos Vanyar | Indis dos Vanyar | Indis dos Vanyar | Indis dos Vanyar | Indis dos Vanyar |           |           |           |           |           |           |  |  |  |  |  |  |  |  |  |  |  |  |  |  |  |  |  |  |  |  |  |  |  |  |  |  |  |  |  |  |  |  |  |  |  |  |  |  |  |  |  |  |  |  |  |  |  |  |  |  |  |  |  |  |  |  |  |  |  |  |  |  |  |  |  |  |  |  |  |  |
| Míriel "bordadeira" | Míriel "bordadeira" | Míriel "bordadeira" | Míriel "bordadeira" | Míriel "bordadeira" | Míriel "bordadeira" |  |  |                               |                               |                               |                               |                               |                               |  |  |                                |                                | Finwë dos Noldor               | Finwë dos Noldor               | Finwë dos Noldor               | Finwë dos Noldor               | Finwë dos Noldor | Finwë dos Noldor |          |          |          |          |          |          |         |         |              |              |              |              |              |              |           |           |           |           |         |         |         |         |  |  |         |         |         |         |          |          |          |          |          |          |         |         |           |           |           |           |            |            |            |            |             |             |             |             |             |             | Indis dos Vanyar | Indis dos Vanyar | Indis dos Vanyar | Indis dos Vanyar | Indis dos Vanyar | Indis dos Vanyar |           |           |           |           |           |           |  |  |  |  |  |  |  |  |  |  |  |  |  |  |  |  |  |  |  |  |  |  |  |  |  |  |  |  |  |  |  |  |  |  |  |  |  |  |  |  |  |  |  |  |  |  |  |  |  |  |  |  |  |  |  |  |  |  |  |  |  |  |  |  |  |  |  |  |  |  |
|                     |                     |                     |                     |                     |                     |  |  |                               |                               |                               |                               |                               |                               |  |  |                                |                                |                                |                                |                                |                                |                  |                  |          |          |          |          |          |          |         |         |              |              |              |              |              |              |           |           |           |           |         |         |         |         |  |  |         |         |         |         |          |          |          |          |          |          |         |         |           |           |           |           |            |            |            |            |             |             |             |             |             |             |                  |                  |                  |                  |                  |                  |           |           |           |           |           |           |  |  |  |  |  |  |  |  |  |  |  |  |  |  |  |  |  |  |  |  |  |  |  |  |  |  |  |  |  |  |  |  |  |  |  |  |  |  |  |  |  |  |  |  |  |  |  |  |  |  |  |  |  |  |  |  |  |  |  |  |  |  |  |  |  |  |  |  |  |  |
|                     |                     |                     |                     |                     |                     |  |  |                               |                               |                               |                               |                               |                               |  |  |                                |                                |                                |                                |                                |                                |                  |                  |          |          |          |          |          |          |         |         |              |              |              |              |              |              |           |           |           |           |         |         |         |         |  |  |         |         |         |         |          |          |          |          |          |          |         |         |           |           |           |           |            |            |            |            |             |             |             |             |             |             |                  |                  |                  |                  |                  |                  |           |           |           |           |           |           |  |  |  |  |  |  |  |  |  |  |  |  |  |  |  |  |  |  |  |  |  |  |  |  |  |  |  |  |  |  |  |  |  |  |  |  |  |  |  |  |  |  |  |  |  |  |  |  |  |  |  |  |  |  |  |  |  |  |  |  |  |  |  |  |  |  |  |  |  |  |
|                     |                     |                     |                     |                     |                     |  |  | Fëanor, criador dos Silmarils | Fëanor, criador dos Silmarils | Fëanor, criador dos Silmarils | Fëanor, criador dos Silmarils | Fëanor, criador dos Silmarils | Fëanor, criador dos Silmarils |  |  |                                |                                |                                |                                |                                |                                |                  |                  | Findis § | Findis § | Findis § | Findis § | Findis § | Findis § |         |         |              |              |              |              | Fingolfin    | Fingolfin    | Fingolfin | Fingolfin | Fingolfin | Fingolfin |         |         |         |         |  |  |         |         |         |         | Lalwen § | Lalwen § | Lalwen § | Lalwen § | Lalwen § | Lalwen § |         |         |           |           |           |           |            |            |            |            | Finarfin    | Finarfin    | Finarfin    | Finarfin    | Finarfin    | Finarfin    |                  |                  |                  |                  |                  |                  |           |           |           |           |           |           |  |  |  |  |  |  |  |  |  |  |  |  |  |  |  |  |  |  |  |  |  |  |  |  |  |  |  |  |  |  |  |  |  |  |  |  |  |  |  |  |  |  |  |  |  |  |  |  |  |  |  |  |  |  |  |  |  |  |  |  |  |  |  |  |  |  |  |  |  |  |
|                     |                     |                     |                     |                     |                     |  |  | Fëanor, criador dos Silmarils | Fëanor, criador dos Silmarils | Fëanor, criador dos Silmarils | Fëanor, criador dos Silmarils | Fëanor, criador dos Silmarils | Fëanor, criador dos Silmarils |  |  |                                |                                |                                |                                |                                |                                |                  |                  | Findis § | Findis § | Findis § | Findis § | Findis § | Findis § |         |         |              |              |              |              | Fingolfin    | Fingolfin    | Fingolfin | Fingolfin | Fingolfin | Fingolfin |         |         |         |         |  |  |         |         |         |         | Lalwen § | Lalwen § | Lalwen § | Lalwen § | Lalwen § | Lalwen § |         |         |           |           |           |           |            |            |            |            | Finarfin    | Finarfin    | Finarfin    | Finarfin    | Finarfin    | Finarfin    |                  |                  |                  |                  |                  |                  |           |           |           |           |           |           |  |  |  |  |  |  |  |  |  |  |  |  |  |  |  |  |  |  |  |  |  |  |  |  |  |  |  |  |  |  |  |  |  |  |  |  |  |  |  |  |  |  |  |  |  |  |  |  |  |  |  |  |  |  |  |  |  |  |  |  |  |  |  |  |  |  |  |  |  |  |
|                     |                     |                     |                     |                     |                     |  |  |                               |                               |                               |                               |                               |                               |  |  |                                |                                |                                |                                |                                |                                |                  |                  |          |          |          |          |          |          |         |         |              |              |              |              |              |              |           |           |           |           |         |         |         |         |  |  |         |         |         |         |          |          |          |          |          |          |         |         |           |           |           |           |            |            |            |            |             |             |             |             |             |             |                  |                  |                  |                  |                  |                  |           |           |           |           |           |           |  |  |  |  |  |  |  |  |  |  |  |  |  |  |  |  |  |  |  |  |  |  |  |  |  |  |  |  |  |  |  |  |  |  |  |  |  |  |  |  |  |  |  |  |  |  |  |  |  |  |  |  |  |  |  |  |  |  |  |  |  |  |  |  |  |  |  |  |  |  |
| Maedhros            | Maedhros            | Maedhros            | Maedhros            | Maedhros            | Maedhros            |  |  | Cinco filhos                  | Cinco filhos                  | Cinco filhos                  | Cinco filhos                  | Cinco filhos                  | Cinco filhos                  |  |  | Curufin                        | Curufin                        | Curufin                        | Curufin                        | Curufin                        | Curufin                        |                  |                  | Fingon   | Fingon   | Fingon   | Fingon   | Fingon   | Fingon   |         |         | Turgon       | Turgon       | Turgon       | Turgon       | Turgon       | Turgon       |           |           | Aredhel   | Aredhel   | Aredhel | Aredhel | Aredhel | Aredhel |  |  | Argon § | Argon § | Argon § | Argon § | Argon §  | Argon §  |          |          | Finrod   | Finrod   | Finrod  | Finrod  | Finrod    | Finrod    |           |           | Angrod     | Angrod     | Angrod     | Angrod     | Angrod      | Angrod      |             |             | Aegnor      | Aegnor      | Aegnor           | Aegnor           | Aegnor           | Aegnor           |                  |                  | Galadriel | Galadriel | Galadriel | Galadriel | Galadriel | Galadriel |  |  |  |  |  |  |  |  |  |  |  |  |  |  |  |  |  |  |  |  |  |  |  |  |  |  |  |  |  |  |  |  |  |  |  |  |  |  |  |  |  |  |  |  |  |  |  |  |  |  |  |  |  |  |  |  |  |  |  |  |  |  |  |  |  |  |  |  |  |  |
| Maedhros            | Maedhros            | Maedhros            | Maedhros            | Maedhros            | Maedhros            |  |  | Cinco filhos                  | Cinco filhos                  | Cinco filhos                  | Cinco filhos                  | Cinco filhos                  | Cinco filhos                  |  |  | Curufin                        | Curufin                        | Curufin                        | Curufin                        | Curufin                        | Curufin                        |                  |                  | Fingon   | Fingon   | Fingon   | Fingon   | Fingon   | Fingon   |         |         | Turgon       | Turgon       | Turgon       | Turgon       | Turgon       | Turgon       |           |           | Aredhel   | Aredhel   | Aredhel | Aredhel | Aredhel | Aredhel |  |  | Argon § | Argon § | Argon § | Argon § | Argon §  | Argon §  |          |          | Finrod   | Finrod   | Finrod  | Finrod  | Finrod    | Finrod    |           |           | Angrod     | Angrod     | Angrod     | Angrod     | Angrod      | Angrod      |             |             | Aegnor      | Aegnor      | Aegnor           | Aegnor           | Aegnor           | Aegnor           |                  |                  | Galadriel | Galadriel | Galadriel | Galadriel | Galadriel | Galadriel |  |  |  |  |  |  |  |  |  |  |  |  |  |  |  |  |  |  |  |  |  |  |  |  |  |  |  |  |  |  |  |  |  |  |  |  |  |  |  |  |  |  |  |  |  |  |  |  |  |  |  |  |  |  |  |  |  |  |  |  |  |  |  |  |  |  |  |  |  |  |
|                     |                     |                     |                     |                     |                     |  |  |                               |                               |                               |                               |                               |                               |  |  | Celebrimbor, criador dos Anéis | Celebrimbor, criador dos Anéis | Celebrimbor, criador dos Anéis | Celebrimbor, criador dos Anéis | Celebrimbor, criador dos Anéis | Celebrimbor, criador dos Anéis |                  |                  |          |          |          |          |          |          |         |         | Tuor e Idril | Tuor e Idril | Tuor e Idril | Tuor e Idril | Tuor e Idril | Tuor e Idril |           |           | Maeglin   | Maeglin   | Maeglin | Maeglin | Maeglin | Maeglin |  |  |         |         |         |         |          |          |          |          |          |          |         |         |           |           |           |           | Orodreth ¶ | Orodreth ¶ | Orodreth ¶ | Orodreth ¶ | Orodreth ¶  | Orodreth ¶  |             |             |             |             |                  |                  |                  |                  |                  |                  |           |           |           |           |           |           |  |  |  |  |  |  |  |  |  |  |  |  |  |  |  |  |  |  |  |  |  |  |  |  |  |  |  |  |  |  |  |  |  |  |  |  |  |  |  |  |  |  |  |  |  |  |  |  |  |  |  |  |  |  |  |  |  |  |  |  |  |  |  |  |  |  |  |  |  |  |
|                     |                     |                     |                     |                     |                     |  |  |                               |                               |                               |                               |                               |                               |  |  | Celebrimbor, criador dos Anéis | Celebrimbor, criador dos Anéis | Celebrimbor, criador dos Anéis | Celebrimbor, criador dos Anéis | Celebrimbor, criador dos Anéis | Celebrimbor, criador dos Anéis |                  |                  |          |          |          |          |          |          |         |         | Tuor e Idril | Tuor e Idril | Tuor e Idril | Tuor e Idril | Tuor e Idril | Tuor e Idril |           |           | Maeglin   | Maeglin   | Maeglin | Maeglin | Maeglin | Maeglin |  |  |         |         |         |         |          |          |          |          |          |          |         |         |           |           |           |           | Orodreth ¶ | Orodreth ¶ | Orodreth ¶ | Orodreth ¶ | Orodreth ¶  | Orodreth ¶  |             |             |             |             |                  |                  |                  |                  |                  |                  |           |           |           |           |           |           |  |  |  |  |  |  |  |  |  |  |  |  |  |  |  |  |  |  |  |  |  |  |  |  |  |  |  |  |  |  |  |  |  |  |  |  |  |  |  |  |  |  |  |  |  |  |  |  |  |  |  |  |  |  |  |  |  |  |  |  |  |  |  |  |  |  |  |  |  |  |
|                     |                     |                     |                     |                     |                     |  |  |                               |                               |                               |                               |                               |                               |  |  |                                |                                |                                |                                |                                |                                |                  |                  |          |          |          |          |          |          |         |         |              |              |              |              |              |              |           |           |           |           |         |         |         |         |  |  |         |         |         |         |          |          |          |          |          |          |         |         |           |           |           |           |            |            |            |            |             |             |             |             |             |             |                  |                  |                  |                  |                  |                  |           |           |           |           |           |           |  |  |  |  |  |  |  |  |  |  |  |  |  |  |  |  |  |  |  |  |  |  |  |  |  |  |  |  |  |  |  |  |  |  |  |  |  |  |  |  |  |  |  |  |  |  |  |  |  |  |  |  |  |  |  |  |  |  |  |  |  |  |  |  |  |  |  |  |  |  |
|                     |                     |                     |                     |                     |                     |  |  |                               |                               |                               |                               |                               |                               |  |  |                                |                                |                                |                                |                                |                                |                  |                  |          |          |          |          |          |          |         |         | Eärendil     | Eärendil     | Eärendil     | Eärendil     | Eärendil     | Eärendil     |           |           |           |           |         |         |         |         |  |  |         |         |         |         |          |          |          |          |          |          |         |         | Finduilas | Finduilas | Finduilas | Finduilas | Finduilas  | Finduilas  |            |            | Gil-galad ¶ | Gil-galad ¶ | Gil-galad ¶ | Gil-galad ¶ | Gil-galad ¶ | Gil-galad ¶ |                  |                  |                  |                  |                  |                  |           |           |           |           |           |           |  |  |  |  |  |  |  |  |  |  |  |  |  |  |  |  |  |  |  |  |  |  |  |  |  |  |  |  |  |  |  |  |  |  |  |  |  |  |  |  |  |  |  |  |  |  |  |  |  |  |  |  |  |  |  |  |  |  |  |  |  |  |  |  |  |  |  |  |  |  |
|                     |                     |                     |                     |                     |                     |  |  |                               |                               |                               |                               |                               |                               |  |  |                                |                                |                                |                                |                                |                                |                  |                  |          |          |          |          |          |          |         |         | Eärendil     | Eärendil     | Eärendil     | Eärendil     | Eärendil     | Eärendil     |           |           |           |           |         |         |         |         |  |  |         |         |         |         |          |          |          |          |          |          |         |         | Finduilas | Finduilas | Finduilas | Finduilas | Finduilas  | Finduilas  |            |            | Gil-galad ¶ | Gil-galad ¶ | Gil-galad ¶ | Gil-galad ¶ | Gil-galad ¶ | Gil-galad ¶ |                  |                  |                  |                  |                  |                  |           |           |           |           |           |           |  |  |  |  |  |  |  |  |  |  |  |  |  |  |  |  |  |  |  |  |  |  |  |  |  |  |  |  |  |  |  |  |  |  |  |  |  |  |  |  |  |  |  |  |  |  |  |  |  |  |  |  |  |  |  |  |  |  |  |  |  |  |  |  |  |  |  |  |  |  |
|                     |                     |                     |                     |                     |                     |  |  |                               |                               |                               |                               |                               |                               |  |  |                                |                                |                                |                                |                                |                                |                  |                  |          |          |          |          |          |          |         |         |              |              |              |              |              |              |           |           |           |           |         |         |         |         |  |  |         |         |         |         |          |          |          |          |          |          |         |         |           |           |           |           |            |            |            |            |             |             |             |             |             |             |                  |                  |                  |                  |                  |                  |           |           |           |           |           |           |  |  |  |  |  |  |  |  |  |  |  |  |  |  |  |  |  |  |  |  |  |  |  |  |  |  |  |  |  |  |  |  |  |  |  |  |  |  |  |  |  |  |  |  |  |  |  |  |  |  |  |  |  |  |  |  |  |  |  |  |  |  |  |  |  |  |  |  |  |  |
|                     |                     |                     |                     |                     |                     |  |  |                               |                               |                               |                               |                               |                               |  |  |                                |                                |                                |                                |                                |                                |                  |                  |          |          |          |          | Elros    | Elros    | Elros   | Elros   | Elros        | Elros        |              |              | Elrond       | Elrond       | Elrond    | Elrond    | Elrond    | Elrond    |         |         |         |         |  |  |         |         |         |         |          |          |          |          |          |          |         |         |           |           |           |           |            |            |            |            |             |             |             |             |             |             |                  |                  |                  |                  |                  |                  | Celebrían | Celebrían | Celebrían | Celebrían | Celebrían | Celebrían |  |  |  |  |  |  |  |  |  |  |  |  |  |  |  |  |  |  |  |  |  |  |  |  |  |  |  |  |  |  |  |  |  |  |  |  |  |  |  |  |  |  |  |  |  |  |  |  |  |  |  |  |  |  |  |  |  |  |  |  |  |  |  |  |  |  |  |  |  |  |
|                     |                     |                     |                     |                     |                     |  |  |                               |                               |                               |                               |                               |                               |  |  |                                |                                |                                |                                |                                |                                |                  |                  |          |          |          |          | Elros    | Elros    | Elros   | Elros   | Elros        | Elros        |              |              | Elrond       | Elrond       | Elrond    | Elrond    | Elrond    | Elrond    |         |         |         |         |  |  |         |         |         |         |          |          |          |          |          |          |         |         |           |           |           |           |            |            |            |            |             |             |             |             |             |             |                  |                  |                  |                  |                  |                  | Celebrían | Celebrían | Celebrían | Celebrían | Celebrían | Celebrían |  |  |  |  |  |  |  |  |  |  |  |  |  |  |  |  |  |  |  |  |  |  |  |  |  |  |  |  |  |  |  |  |  |  |  |  |  |  |  |  |  |  |  |  |  |  |  |  |  |  |  |  |  |  |  |  |  |  |  |  |  |  |  |  |  |  |  |  |  |  |
|                     |                     |                     |                     |                     |                     |  |  |                               |                               |                               |                               |                               |                               |  |  |                                |                                |                                |                                |                                |                                |                  |                  |          |          |          |          |          |          |         |         |              |              |              |              |              |              |           |           |           |           |         |         |         |         |  |  |         |         |         |         |          |          |          |          |          |          |         |         |           |           |           |           |            |            |            |            |             |             |             |             |             |             |                  |                  |                  |                  |                  |                  |           |           |           |           |           |           |  |  |  |  |  |  |  |  |  |  |  |  |  |  |  |  |  |  |  |  |  |  |  |  |  |  |  |  |  |  |  |  |  |  |  |  |  |  |  |  |  |  |  |  |  |  |  |  |  |  |  |  |  |  |  |  |  |  |  |  |  |  |  |  |  |  |  |  |  |  |
|                     |                     |                     |                     |                     |                     |  |  |                               |                               |                               |                               |                               |                               |  |  |                                |                                |                                |                                |                                |                                |                  |                  |          |          |          |          |          |          |         |         |              |              |              |              |              |              |           |           |           |           |         |         |         |         |  |  |         |         |         |         |          |          |          |          |          |          |         |         |           |           |           |           |            |            |            |            |             |             |             |             |             |             |                  |                  |                  |                  |                  |                  |           |           |           |           |           |           |  |  |  |  |  |  |  |  |  |  |  |  |  |  |  |  |  |  |  |  |  |  |  |  |  |  |  |  |  |  |  |  |  |  |  |  |  |  |  |  |  |  |  |  |  |  |  |  |  |  |  |  |  |  |  |  |  |  |  |  |  |  |  |  |  |  |  |  |  |  |
|                     |                     |                     |                     |                     |                     |  |  |                               |                               |                               |                               |                               |                               |  |  |                                |                                |                                |                                |                                |                                |                  |                  |          |          |          |          | Aragorn  | Aragorn  | Aragorn | Aragorn | Aragorn      | Aragorn      |              |              |              |              |           |           |           |           |         |         |         |         |  |  |         |         | Arwen   | Arwen   | Arwen    | Arwen    | Arwen    | Arwen    |          |          | Elladan | Elladan | Elladan   | Elladan   | Elladan   | Elladan   |            |            | Elrohir    | Elrohir    | Elrohir     | Elrohir     | Elrohir     | Elrohir     |             |             |                  |                  |                  |                  |                  |                  |           |           |           |           |           |           |  |  |  |  |  |  |  |  |  |  |  |  |  |  |  |  |  |  |  |  |  |  |  |  |  |  |  |  |  |  |  |  |  |  |  |  |  |  |  |  |  |  |  |  |  |  |  |  |  |  |  |  |  |  |  |  |  |  |  |  |  |  |  |  |  |  |  |  |  |  |
|                     |                     |                     |                     |                     |                     |  |  |                               |                               |                               |                               |                               |                               |  |  |                                |                                |                                |                                |                                |                                |                  |                  |          |          |          |          | Aragorn  | Aragorn  | Aragorn | Aragorn | Aragorn      | Aragorn      |              |              |              |              |           |           |           |           |         |         |         |         |  |  |         |         | Arwen   | Arwen   | Arwen    | Arwen    | Arwen    | Arwen    |          |          | Elladan | Elladan | Elladan   | Elladan   | Elladan   | Elladan   |            |            | Elrohir    | Elrohir    | Elrohir     | Elrohir     | Elrohir     | Elrohir     |             |             |                  |                  |                  |                  |                  |                  |           |           |           |           |           |           |  |  |  |  |  |  |  |  |  |  |  |  |  |  |  |  |  |  |  |  |  |  |  |  |  |  |  |  |  |  |  |  |  |  |  |  |  |  |  |  |  |  |  |  |  |  |  |  |  |  |  |  |  |  |  |  |  |  |  |  |  |  |  |  |  |  |  |  |  |  |
|                     |                     |                     |                     |                     |                     |  |  |                               |                               |                               |                               |                               |                               |  |  |                                |                                |                                |                                |                                |                                |                  |                  |          |          |          |          |          |          |         |         |              |              |              |              |              |              |           |           |           |           |         |         |         |         |  |  |         |         |         |         |          |          |          |          |          |          |         |         |           |           |           |           |            |            |            |            |             |             |             |             |             |             |                  |                  |                  |                  |                  |                  |           |           |           |           |           |           |  |  |  |  |  |  |  |  |  |  |  |  |  |  |  |  |  |  |  |  |  |  |  |  |  |  |  |  |  |  |  |  |  |  |  |  |  |  |  |  |  |  |  |  |  |  |  |  |  |  |  |  |  |  |  |  |  |  |  |  |  |  |  |  |  |  |  |  |  |  |
|                     |                     |                     |                     |                     |                     |  |  |                               |                               |                               |                               |                               |                               |  |  |                                |                                |                                |                                |                                |                                |                  |                  |          |          |          |          |          |          |         |         |              |              |              |              |              |              |           |           | Eldarion  |           |         |         |         |         |  |  |         |         |         |         |          |          |          |          |          |          |         |         |           |           |           |           |            |            |            |            |             |             |             |             |             |             |                  |                  |                  |                  |                  |                  |           |           |           |           |           |           |  |  |  |  |  |  |  |  |  |  |  |  |  |  |  |  |  |  |  |  |  |  |  |  |  |  |  |  |  |  |  |  |  |  |  |  |  |  |  |  |  |  |  |  |  |  |  |  |  |  |  |  |  |  |  |  |  |  |  |  |  |  |  |  |  |  |  |  |  |  |

| Cor | Descrição                                              |
| --- | ------------------------------------------------------ |
|     | Elfos                                                  |
|     | Homens                                                 |
|     | Maiar                                                  |
|     | Meio-Elfos                                             |
|     | Meio-Elfos que escolheram o destino dos Elfos          |
|     | Meio-Elfos que escolheram o destino dos Homens mortais |

## Conceito e criação
Gil-galad significa "estrela de luz brilhante" em Sindarin. Seus nomes nas línguas inventadas por Tolkien, Quenya e Sindarin, eram Artanáro e Rodnor, respectivamente. Seu nome de nascimento em Sindarin, Ereinion, significa "herdeiro dos reis".
Tolkien considerou várias linhagens diferentes para Gil-galad em textos preliminares, incluindo torná-lo filho de Orodreth. Na segunda versão de A Queda de Númenor, ele é descrito como descendente de Fëanor, que criou as Silmarils. Depois, Tolkien o tratou como filho de Finrod Felagund. Christopher Tolkien, ao editar a versão publicada de O Silmarillion, fez de Gil-galad o filho de Fingon, uma decisão da qual mais tarde se arrependeu, dizendo que deveria ter deixado a ascendência obscura.
Renee Vink, da Sociedade Tolkien Holandesa, sugere que a única boa razão para torná-lo filho de Fingon é a correspondência das cores, azul e prateado, do dispositivo heráldico de Gil-galad e da bandeira de Fingolfin. Ela observa que a publicação de O Silmarillion, baseada em um "entendimento limitado do material", criou uma tradição "praticamente inabalável" para essa ascendência. Ela argumenta que Orodreth tem uma reivindicação mais forte à paternidade, por várias razões: a coroa dos Noldor no exílio (na Terra Média) passaria a um descendente de Finarfin, rei dos Noldor em Aman; um descendente de Finarfin lutaria contra Sauron para vingar o filho de Finarfin, Finrod; e, como irmão de Finduilas, ele (único entre os reis dos Noldor) lutaria com uma lança, a arma que matou sua irmã.
O estudioso de literatura Lawrence Krikorian, em Mallorn, escreve que o relato de Elrond sobre sua observação pessoal como arauto de Gil-galad na Segunda Era, milhares de anos antes, ajuda a fazer a narrativa funcionar como história, em vez de alegoria. Isso, ele escreve, confere uma impressão de profundidade [en].

## Adaptações

### Cinema, TV e rádio
Na dramatização de 1981 da BBC Radio 4 de O Senhor dos Anéis, o Lay of Gil-galad foi musicado por Stephen Oliver [en].
Na trilogia cinematográfica de O Senhor dos Anéis de Peter Jackson, Gil-galad é interpretado por Mark Ferguson [en]. Ele aparece muito brevemente em A Sociedade do Anel durante a sequência de prólogo inicial. Gil-galad é mencionado nos documentários dos bastidores incluídos na Edição Estendida Especial em DVD de A Sociedade do Anel e está listado nos créditos. Em uma entrevista com Ferguson e Craig Parker [en] (Haldir), Ferguson afirmou que estava planejado que sua morte fosse retratada na tela como no livro, mas isso foi considerado muito violento.
Na série de TV Amazon Prime Video O Senhor dos Anéis: Os Anéis do Poder, que foca em eventos da Segunda Era, Gil-galad é interpretado por Benjamin Walker.

### Jogos
Gil-galad foi incluído em vários jogos eletrônicos desde que os filmes de Jackson foram exibidos. O jogo de 2004 O Senhor dos Anéis: A Terceira Era apresentou Mark Ferguson como Gil-galad. Outros incluem o de 2007, The Lord of the Rings Online; o de 2011 The Lord of the Rings: War in the North [en]; e o de 2012 Lego O Senhor dos Anéis [en], que apresenta Gil-galad próximo ao Monte da Perdição.

### J. R. R. Tolkien
1. ↑  (Tolkien 1977) Capítulo 18, "Da Ruína de Beleriand e da Queda de Fingolfin"
2. 1 2 3  (Tolkien 1996) "O Shibboleth de Fëanor", "A ascendência de Gil-galad"
3. ↑  (Tolkien 1977) Capítulo 23, "De Tuor e a Queda de Gondolin"
4. 1 2  (Tolkien 1977) "Dos Anéis do Poder e da Terceira Era"
5. ↑  (Tolkien 1980), Parte II, Capítulo 1 "Uma Descrição de Númenor"
6. 1 2  (Tolkien 1980) "A História de Galadriel e Celeborn"
7. ↑  (Tolkien 1955) Apêndice B, "A Segunda Era"
8. 1 2  (Tolkien 1954a) Livro II, Capítulo 2: "O Conselho de Elrond"
9. 1 2  (Tolkien 1954a) Livro I, Capítulo 11 "Uma Faca no Escuro"
10. ↑  (Tolkien 1977) p. 313
11. ↑  (Tolkien 1977) p. 294
12. ↑  (Tolkien 1980) pp. 148, 417
13. ↑  (Tolkien 1977, “Sobre os Anéis de Poder e a Terceira Era": Árvore genealógica I: “A casa de Finwë e a descendência noldorin de Elrond e Elros”)
14. ↑  (Tolkien 1977, “Sobre os Anéis de Poder e a Terceira Era": Árvore genealógica II: “Os descendentes de Olwë e Elwë”)
15. ↑  (Tolkien 1955, Apêndice A: Anais dos Reis e Governantes, I Os Reis Númenóreanos)
16. ↑  (Tolkien 1996, "The Shibboleth of Fëanor")
17. ↑  (Tolkien 1996) "O Shibboleth de Fëanor", "Os nomes dos descendentes de Finwë"
18. ↑  (Tolkien 1987) Parte Um: II. A Queda de Númenor, (iii) "A segunda versão de A Queda de Númenor"
19. ↑  (Tolkien 1994) Parte Dois: "O Quenta Silmarillion Posterior: Da Ruína de Beleriand e da Queda de Fingolfin"